# Nová Bystrica (vodárenská nádrž)
Nová Bystrica je vodní nádrž, postavená v letech 1983-1989 na řece Bystrica, pod soutokem potoka Harvelky a Riečnického potoka.
Na dně údolí, které je dnes v hloubce téměř 50 m, se nacházely obce Riečnica a Harvelka a v povodí byly samoty patřící k těmto obcím. Přehrazením toku Bystrice 55 m vysokou hrází se vytvořila zásoba vody v objemu 30 milionů m³, pro zásobování skupinového vodovodu Nová Bystrica - Čadca - Žilina pitnou vodou. Kamenivo pro stabilizační násyp hráze bylo získáváno v lomu v Klubině, zemina na utěsnění byla těžena, na základě geologického průzkumu, na terase řeky Bystrica, nedaleko Staré Bystrice. Na hrázi se nachází stezka, ze které je pěkný výhled na část vodní nádrže a zařízení pro sledování kvality a odběr vody.